# أنتوني مفا ميزوي
أنتوني مفا ميزوي (بالفرنسية: Anthony Mfa Mezui)‏ (مواليد 7 مارس 1991) هو لاعب كرة قدم غابوني في مركز حراسة المرمى. يلعب حاليًا لصالح نادي متز الفرنسي.

## روابط خارجية
- صفحة اللاعب على سوكرواي
- أنتوني مفا ميزوي على موقع الاتحاد الدولي (مؤرشف)  (الإنجليزية)
- أنتوني مفا ميزوي على موقع رابطة كرة القدم الفرنسية للمحترفين (الإنجليزية)
- أنتوني مفا ميزوي على موقع قاعدة بيانات كرة القدم.إي يو (الإنجليزية)
- أنتوني مفا ميزوي على موقع ليكيب (الفرنسية)
- أنتوني مفا ميزوي على موقع ناشيونال فوتبول تيمز (الإنجليزية)
- أنتوني مفا ميزوي على موقع Soccerway.com (الإنجليزية)
- أنتوني مفا ميزوي على موقع كووورة
- أنتوني مفا ميزوي على موقع أوليمبيديا (الإنجليزية)
- أنتوني مفا ميزوي على موقع AS.com (الإسبانية)